# درجة الساندويش
درجة شطيرة هو مسار معين إلى المملكة المتحدة، لمدة أربع سنوات الجامعية بالطبع - إذا كان جزء من درجة البكالوريوس - أو - إذا كان جزء من درجة الماجستير - لمدة خمس سنوات بعد التخرج بالطبع فيها الطلاب بإجراء العام التنسيب أو التدريب في الصناعة؛ عادة بعد السنة الثانية في الجامعة.

## التاريخ
تم توضيح المفهوم لأول مرة في تقرير صدر عن وزارة التعليم عام 1945 والذي دعا أولئك الذين يحضرون الدورات في الكليات التقنية إلى الحصول على نوع جديد من التعليم حيث يتم دمج الدراسات النظرية والتدريب الصناعي. :11 تم استخدام مصطلح «ساندويتش» في تقرير المجلس الاستشاري الوطني حول التعليم من أجل الصناعة والتجارة لعام 1950 حول التطورات المحتملة في قطاع التعليم الإضافي. :13 خلال أوائل الخمسينيات من القرن الماضي، تمت صياغة مقترحات دورة شطيرة تنطوي على الارتباط الوثيق بين الصناعة والكليات، وتشجيع حركة الطلاب والباحثين بين الأوساط الأكاديمية والصناعة. :14-15 شجع نمو دورات شطيرة من قبل ورقة بيضاء وزارة التعليم على التعليم التقني 1956. :16-17 
كانت شهادة البكالوريوس في الفنون التطبيقية من نيوكاسل في «التصميم من أجل الصناعة» ابتداءً من عام 1953 مثالًا مبكرًا على هذا النوع، الذي كان سابقًا يحمل شهادة «التصميم الصناعي» لمدة ثلاث سنوات. مدد المقرر الدراسي الجديد فترتين إضافيتين للالتحاق بالمواضع الصناعية، الدرجة إلى أربع سنوات وشاع مصطلح «سندويش كورس». وتشمل الخريجين ريك ديكنسون من سنكلير وجوني إيف من أبل.

## شعبية
خلال عام 1989 في المملكة المتحدة، كان حوالي 20 ٪ من الطلاب في التعليم العالي في دورات شطيرة. بحلول عام 2002 انخفض هذا إلى 9.5 في المئة وبحلول عام 2010 7.2 في المئة. تزايد عدد الطلاب مرة أخرى بحلول عام 2014/2015.